# Estados Unidos na Copa do Mundo FIFA de 2010
A Seleção Norte-Americana de Futebol participou pela nona vez da Copa do Mundo FIFA. A seleção, que era a vice-campeã da Copa das Confederações de 2009, havia se classificado na primeira colocação das elimitatórias norte e centro-americanas para a Copa do Mundo. Foi sorteado no grupo C, onde enfrentaria a Inglaterra, a Eslovênia, e a Argélia.
Não fez uma primeira fase muito boa, tendo empatado com a Inglaterra no primeiro jogo por 1 x 1, partida que contou com a sorte de Clint Dempsey, que em um chute a gol, viu o goleiro Robert Green cometer uma falha que comprometeu a partida, empatado com a Eslovênia na segunda partida por 2 x 2, tendo começado perdendo por 2 x 0 e conseguido empatar, e vencido da Argélia por 1 x 0 com um gol heróico de Landon Donovan ao 1º minuto de acréscimo do segundo tempo regulamentar, gol este que valeu a classificação dos norte-americanos na liderança do grupo. Nas oitavas-de-final, enfrentaram a seleção de Gana, a qual perderam pelo placar de 2 x 1 com um gol de Asamoah Gyan, aos 3 minutos do primeiro tempo da prorrogação.
Alguns jogadores se destacaram mais do que os seus companheiros e tiveram um desempenho bom nesta copa, jogadores estes como: DaMarcus Beasley, Freddy Adu, Landon Donovan e Clint Dempsey fizeram bons jogos, apesar do meu rendimento da equipe.

## Eliminatórias
Das 35 seleções nacionais que disputavam 3 vagas garantidas e 1 não-garantida na Copa, os Estados Unidos, por ser uma das 13 seleções da CONCACAF que melhor se classificava no Ranking Mundial da FIFA de maio de 2007, já se classificava para a Segunda Fase, onde disputaria uma vaga com outras onze seleções. Os norte-americanos, particularmente, disputaram uma vaga para a Terceira Fase com Barbados, que venceu pelo placar agregado de 9 a 0. Na Terceira Fase, ficou no Grupo 1, onde classificou-se em 1º lugar para a Quarta Fase. Na Quarta Fase, a fase classificatória, terminou na primeira colocação, garantindo assim sua vaga na Copa.

### Segunda fase
| 15 de junho de 2008 14:00 (UTC-7) | Estados Unidos                                                                                   | 8 – 0     | Barbados | Home Depot Center, Carson                    |
|                                   | Dempsey 1', 63' · Bradley 12' · Ching 20', 89' · Donovan 59' · Johnson 82' · Ferguson 86' (g.c.) | Relatório |          | Público: 11,476 Árbitro: MEX Marco Rodríguez |

| 22 de junho de 2008 15:00 (UTC-4) | Barbados | 0 – 1     | Estados Unidos | Kensington Oval, Bridgetown                |
|                                   |          | Relatório | Lewis 21'      | Público: 2,000 Árbitro: PAN Roberto Moreno |

### Terceira fase
| Equipe            | Pts. | J | V | E | D | GP | GC | SG  |
| ----------------- | ---- | - | - | - | - | -- | -- | --- |
| Estados Unidos    | 15   | 6 | 5 | 0 | 1 | 14 | 3  | +11 |
| Trinidad e Tobago | 11   | 6 | 3 | 2 | 1 | 9  | 6  | +3  |
| Guatemala         | 5    | 6 | 1 | 2 | 3 | 6  | 7  | -1  |
| Cuba              | 3    | 6 | 1 | 0 | 5 | 5  | 18 | -13 |

| L\V               | Cuba | Guatemala | Trindade e Tobago | Estados Unidos |
| Cuba              |      | 2:1       | 1:3               | 0:1            |
| Guatemala         | 4:1  |           | 0:0               | 0:1            |
| Trindade e Tobago | 3:0  | 1:1       |                   | 2:1            |
| Estados Unidos    | 6:1  | 2:0       | 3:0               |                |

### Quarta fase
| Equipe            | Pts. | J  | V | E | D | GP | GC | SG  |
| ----------------- | ---- | -- | - | - | - | -- | -- | --- |
| Estados Unidos    | 20   | 10 | 6 | 2 | 2 | 19 | 13 | 6   |
| México            | 19   | 10 | 6 | 1 | 3 | 18 | 12 | 6   |
| Honduras          | 16   | 10 | 5 | 1 | 4 | 17 | 11 | 6   |
| Costa Rica        | 16   | 10 | 5 | 1 | 4 | 15 | 15 | 0   |
| El Salvador       | 8    | 10 | 2 | 2 | 6 | 9  | 15 | -6  |
| Trinidad e Tobago | 6    | 10 | 1 | 3 | 6 | 10 | 22 | -12 |

| L\V               | Costa Rica | Estados Unidos | El Salvador | Honduras | México | Trindade e Tobago |
| Costa Rica        |            | 3:1            | 1:0         | 2:0      | 0:3    | 4:0               |
| Estados Unidos    | 2:2        |                | 2:1         | 2:1      | 2:0    | 3:0               |
| El Salvador       | 1:0        | 2:2            |             | 0:1      | 2:1    | 2:2               |
| Honduras          | 4:0        | 2:3            | 1:0         |          | 3:1    | 4:1               |
| México            | 2:0        | 2:1            | 4:1         | 1:0      |        | 2:1               |
| Trindade e Tobago | 2:3        | 0:1            | 1:0         | 1:1      | 2:2    |                   |

## Escalação
| Número / Nome  | Número / Nome         | Clube                      | Jogos (gols)1 | Data Nasc.                        | J        | Gols     | Penalizado com cartão amarelo | Expulso  |
| Goleiros       | Goleiros              | Goleiros                   | Goleiros      | Goleiros                          | Goleiros | Goleiros | Goleiros                      | Goleiros |
| -------------- | --------------------- | -------------------------- | ------------- | --------------------------------- | -------- | -------- | ----------------------------- | -------- |
| 1              | Tim Howard            | Everton FC                 | 55 (0)        | 6 de março de 1979 (46 anos)      | 0        | 0        | 0                             | 0        |
| 18             | Brad Guzan            | Aston Villa FC             | 16 (0)        | 9 de setembro de 1984 (40 anos)   | 0        | 0        | 0                             | 0        |
| 23             | Marcus Hahnemann      | Wolverhampton Wanderers FC | 8 (0)         | 15 de junho de 1972 (52 anos)     | 0        | 0        | 0                             | 0        |
| Defensores     |                       |                            |               |                                   |          |          |                               |          |
| 2              | Jonathan Spector      | West Ham United FC         | 25 (0)        | 1 de março de 1986 (39 anos)      | 0        | 0        | 0                             | 0        |
| 3              | Carlos Bocanegra      | AS Saint-Étienne           | 83 (12)       | 25 de maio de 1979 (45 anos)      | 0        | 0        | 0                             | 0        |
| 5              | Oguchi Onyewu         | AC Milan                   | 56 (5)        | 13 de maio de 1982 (42 anos)      | 0        | 0        | 0                             | 0        |
| 6              | Steve Cherundolo      | Hannover 96                | 64 (2)        | 19 de fevereiro de 1979 (46 anos) | 0        | 0        | 0                             | 0        |
| 12             | Jonathan Bornstein    | CD Chivas USA              | 33 (1)        | 7 de novembro de 1984 (40 anos)   | 0        | 0        | 0                             | 0        |
| 15             | Jay DeMerit           | sem afiliação              | 23 (0)        | 4 de dezembro de 1979 (45 anos)   | 0        | 0        | 0                             | 0        |
| 21             | Clarence Goodson      | IK Start                   | 14 (2)        | 17 de maio de 1982 (42 anos)      | 0        | 0        | 0                             | 0        |
| Meio-campistas |                       |                            |               |                                   |          |          |                               |          |
| 4              | Michael Bradley       | Borussia Mönchengladbach   | 47 (8)        | 31 de julho de 1987 (37 anos)     | 0        | 0        | 0                             | 0        |
| 7              | DaMarcus Beasley      | sem afiliação              | 93 (17)       | 24 de maio de 1982 (42 anos)      | 0        | 0        | 0                             | 0        |
| 8              | Clint Dempsey         | Fulham FC                  | 66 (19)       | 9 de março de 1983 (42 anos)      | 0        | 0        | 0                             | 0        |
| 10             | Landon Donovan        | Los Angeles Galaxy         | 137 (50)      | 4 de março de 1982 (43 anos)      | 0        | 0        | 0                             | 0        |
| 11             | Stuart Holden         | Bolton Wanderers FC        | 15 (2)        | 1 de agosto de 1985 (39 anos)     | 0        | 0        | 0                             | 0        |
| 13             | Ricardo Clark         | Eintracht Frankfurt        | 30 (2)        | 10 de março de 1983 (42 anos)     | 0        | 0        | 0                             | 0        |
| 16             | José Francisco Torres | Pachuca CF                 | 11 (0)        | 29 de outubro de 1987 (37 anos)   | 0        | 0        | 0                             | 0        |
| 19             | Maurice Edu           | Rangers FC                 | 16 (1)        | 18 de abril de 1986 (38 anos)     | 0        | 0        | 0                             | 0        |
| 22             | Benny Feilhaber       | Aarhus Gymnastik Forening  | 35 (2)        | 19 de janeiro de 1985 (40 anos)   | 0        | 0        | 0                             | 0        |
| Atacantes      |                       |                            |               |                                   |          |          |                               |          |
| 9              | Herculez Gomez        | Pachuca CF                 | 7 (2)         | 6 de abril de 1982 (42 anos)      | 0        | 0        | 0                             | 0        |
| 14             | Edson Buddle          | Los Angeles Galaxy         | 5 (2)         | 21 de maio de 1981 (43 anos)      | 0        | 0        | 0                             | 0        |
| 17             | Jozy Altidore         | Villarreal CF              | 29 (9)        | 6 de novembro de 1989 (35 anos)   | 0        | 0        | 0                             | 0        |
| 20             | Robbie Findley        | Real Salt Lake             | 9 (0)         | 4 de agosto de 1985 (39 anos)     | 0        | 0        | 0                             | 0        |
| Treinador      |                       |                            |               |                                   |          |          |                               |          |
|                | Bob Bradley           |                            |               | 3 de março de 1958 (67 anos)      |          |          |                               |          |

Nota:
- 1 O número de jogos e gols se referem aos jogos pela seleção até o dia 2 de agosto de 2010.

## Primeira fase
| Pos | Equipe         | Pts | J | V | E | D | GP | GC | SG | Classificado      |
| --- | -------------- | --- | - | - | - | - | -- | -- | -- | ----------------- |
| 1   | Estados Unidos | 5   | 3 | 1 | 2 | 0 | 4  | 3  | +1 | Fase eliminatória |
| 2   | Inglaterra     | 5   | 3 | 1 | 2 | 0 | 2  | 1  | +1 | Fase eliminatória |
| 3   | Eslovênia      | 4   | 3 | 1 | 1 | 1 | 3  | 3  | 0  | Eliminado         |
| 4   | Argélia        | 1   | 3 | 0 | 1 | 2 | 0  | 2  | −2 | Eliminado         |

### Inglaterra – Estados Unidos
| 12 de junho | Inglaterra | 1 – 1     | Estados Unidos | Royal Bafokeng Stadium, Rustenburgo       |
| 20:30       | Gerrard 4' | Relatório | Dempsey 40'    | Público: 38 646 Árbitro: BRA Carlos Simon |

| Inglaterra | Estados Unidos |

| G              | 12 | Robert Green          |     |     |
| LD             | 2  | Glen Johnson          |     |     |
| Z              | 6  | John Terry            |     |     |
| Z              | 20 | Ledley King           |     | 46' |
| LE             | 3  | Ashley Cole           |     |     |
| V              | 4  | Steven Gerrard        | 61' |     |
| V              | 8  | Frank Lampard         |     |     |
| M              | 7  | Aaron Lennon          |     |     |
| M              | 16 | James Milner          | 26' | 30' |
| A              | 10 | Wayne Rooney          |     |     |
| A              | 21 | Emile Heskey          |     | 79' |
| Substituições: |    |                       |     |     |
| Z              | 18 | Jamie Carragher       | 60' | 46' |
| V              | 17 | Shaun Wright-Phillips |     | 30' |
| A              | 9  | Peter Crouch          |     | 79' |
| Treinador:     |    |                       |     |     |
| Fabio Capello  |    |                       |     |     |

| G              | 1  | Tim Howard       |     |     |
| LD             | 6  | Steve Cherundolo | 39' |     |
| Z              | 5  | Oguchi Onyewu    |     |     |
| Z              | 15 | Jay DeMerit      | 47' |     |
| LE             | 3  | Carlos Bocanegra |     |     |
| V              | 4  | Michael Bradley  |     |     |
| V              | 13 | Ricardo Clark    |     |     |
| M              | 8  | Clint Dempsey    |     |     |
| M              | 10 | Landon Donovan   |     |     |
| A              | 17 | Jozy Altidore    |     | 86' |
| A              | 20 | Robbie Findley   | 74' | 77' |
| Substituições: |    |                  |     |     |
| V              | 11 | Stuart Holden    |     | 86' |
| A              | 14 | Edson Buddle     |     | 77' |
| Treinador:     |    |                  |     |     |
| Bob Bradley    |    |                  |     |     |

Homem da partida
- Tim Howard

### Eslovênia – Estados Unidos
| 18 de junho | Eslovênia                   | 2 – 2     | Estados Unidos            | Ellis Park Stadium, Joanesburgo              |
| 16:00       | Birsa 13' · Ljubijankič 42' | Relatório | Donovan 48' · Bradley 82' | Público: 45 573 Árbitro: MLI Koman Coulibaly |

| Eslovênia | Estados Unidos |

| G              | 1  | Samir Handanovič   |     |       |       |
| LD             | 2  | Mišo Brečko        |     |       |       |
| Z              | 4  | Marko Šuler        | 69' |       |       |
| Z              | 5  | Boštjan Cesar      | 35' |       |       |
| LE             | 13 | Bojan Jokić        | 75' |       |       |
| V              | 17 | Andraž Kirm        | 72' |       |       |
| V              | 18 | A. Radosavljevič   |     |       |       |
| M              | 8  | Robert Koren       |     |       |       |
| M              | 10 | Valter Birsa       |     | 87'   |       |
| A              | 9  | Zlatan Ljubijankič |     | 74'   |       |
| A              | 11 | Milivoje Novakovič |     |       |       |
| Substituições: |    |                    |     |       |       |
| M              | 7  | Nejc Pečnik        |     | 74'   |       |
| M              | 20 | Andrej Komac       |     | 90+4' |       |
| A              | 14 | Zlatko Dedič       |     | 87'   | 90+4' |
| Treinador:     |    |                    |     |       |       |
| Matjaž Kek     |    |                    |     |       |       |

| G              | 1  | Tim Howard            |     |     |
| LD             | 6  | Steve Cherundolo      |     |     |
| Z              | 5  | Oguchi Onyewu         |     | 80' |
| Z              | 15 | Jay DeMerit           |     |     |
| LE             | 3  | Carlos Bocanegra      |     |     |
| V              | 4  | Michael Bradley       |     |     |
| V              | 16 | José Francisco Torres |     | 46' |
| M              | 8  | Clint Dempsey         |     |     |
| M              | 10 | Landon Donovan        |     |     |
| A              | 17 | Jozy Altidore         |     |     |
| A              | 20 | Robbie Findley        | 40' | 46' |
| Substituições: |    |                       |     |     |
| V              | 19 | Maurice Edu           |     | 46' |
| M              | 22 | Benny Feilhaber       |     | 46' |
| FW             | 9  | Herculez Gomez        |     | 80' |
| Treinador:     |    |                       |     |     |
| Bob Bradley    |    |                       |     |     |

Homem da partida
- Landon Donovan

### Estados Unidos – Argélia
| 23 de junho | Estados Unidos | 1 – 0     | Argélia | Loftus Versfeld Stadium, Pretória               |
| 16:00       | Donovan 90+1'  | Relatório |         | Público: 35 827 Árbitro: BEL Frank De Bleeckere |

| Estados Unidos | Argélia |

| G              | 1  | Tim Howard         |     |     |
| LD             | 6  | Steve Cherundolo   |     |     |
| Z              | 3  | Carlos Bocanegra   |     |     |
| Z              | 15 | Jay DeMerit        |     |     |
| LE             | 12 | Jonathan Bornstein |     | 80' |
| V              | 4  | Michael Bradley    |     |     |
| V              | 19 | Maurice Edu        |     | 64' |
| M              | 8  | Clint Dempsey      |     |     |
| M              | 10 | Landon Donovan     |     |     |
| A              | 9  | Herculez Gomez     |     | 46' |
| A              | 17 | Jozy Altidore      | 62' |     |
| Substituições: |    |                    |     |     |
| M              | 7  | DaMarcus Beasley   | 90' | 80' |
| M              | 22 | Benny Feilhaber    |     | 46' |
| A              | 14 | Edson Buddle       |     | 64' |
| Treinador:     |    |                    |     |     |
| Bob Bradley    |    |                    |     |     |

| G              | 23 | Raïs M'Bolhi       |            |     |
| LD             | 2  | Madjid Bougherra   |            |     |
| Z              | 5  | Rafik Halliche     |            |     |
| LE             | 4  | Antar Yahia        | 76', 90+3' |     |
| V              | 8  | Mehdi Lacen        | 83'        |     |
| V              | 19 | Hassan Yebda       | 12'        |     |
| M              | 3  | Nadir Belhadj      |            |     |
| M              | 13 | Karim Matmour      |            | 84' |
| M              | 15 | Karim Ziani        |            | 69' |
| M              | 21 | Foued Kadir        |            |     |
| A              | 11 | Rafik Djebbour     |            | 65' |
| Substituições: |    |                    |            |     |
| V              | 17 | Adlène Guedioura   |            | 69' |
| M              | 10 | Rafik Saïfi        |            | 84' |
| A              | 9  | Abdelkader Ghezzal |            | 65' |
| Treinador:     |    |                    |            |     |
| Rabah Saâdane  |    |                    |            |     |

Homem da partida
- Landon Donovan

## Segunda fase

### Oitavas de final

#### Estados Unidos – Gana
| 26 de junho | Estados Unidos    | 1 – 2 (pro) | Gana                  | Royal Bafokeng Stadium, Rustenburgo        |
| 20:30       | Donovan 62' (pen) | Relatório   | Boateng 5' · Gyan 93' | Público: 34 976 Árbitro: HUN Viktor Kassai |

| Estados Unidos | Gana |

| G              | 1  | Tim Howard         |     |     |
| LD             | 6  | Steve Cherundolo   | 18' |     |
| Z              | 3  | Carlos Bocanegra   | 68' |     |
| Z              | 15 | Jay DeMerit        |     |     |
| LE             | 12 | Jonathan Bornstein |     |     |
| V              | 4  | Michael Bradley    |     |     |
| V              | 13 | Ricardo Clark      | 7'  | 31' |
| M              | 8  | Clint Dempsey      |     |     |
| M              | 10 | Landon Donovan     |     |     |
| A              | 17 | Jozy Altidore      |     | 91' |
| A              | 20 | Robbie Findley     |     | 46' |
| Substituições: |    |                    |     |     |
| V              | 19 | Maurice Edu        |     | 31' |
| M              | 22 | Benny Feilhaber    |     | 46' |
| A              | 9  | Herculez Gomez     |     | 91' |
| Treinador:     |    |                    |     |     |
| Bob Bradley    |    |                    |     |     |

| G               | 22 | Richard Kingson      |       |      |
| LD              | 4  | John Paintsil        |       |      |
| Z               | 5  | John Mensah          |       |      |
| Z               | 8  | Jonathan Mensah      | 61'   |      |
| LE              | 2  | Hans Sarpei          |       | 73'  |
| V               | 6  | Anthony Annan        |       |      |
| V               | 7  | Samuel Inkoom        |       | 113' |
| V               | 23 | Kevin-Prince Boateng |       | 78'  |
| M               | 13 | André Ayew           | 90+2' |      |
| M               | 21 | Kwadwo Asamoah       |       |      |
| A               | 3  | Asamoah Gyan         |       |      |
| Substituições:  |    |                      |       |      |
| LE              | 19 | Lee Addy             |       | 73'  |
| V               | 10 | Stephen Appiah       |       | 78'  |
| V               | 11 | Sulley Muntari       |       | 113' |
| Treinador:      |    |                      |       |      |
| Milovan Rajevac |    |                      |       |      |

Homem da partida
- André Ayew